# Anita Ekberg

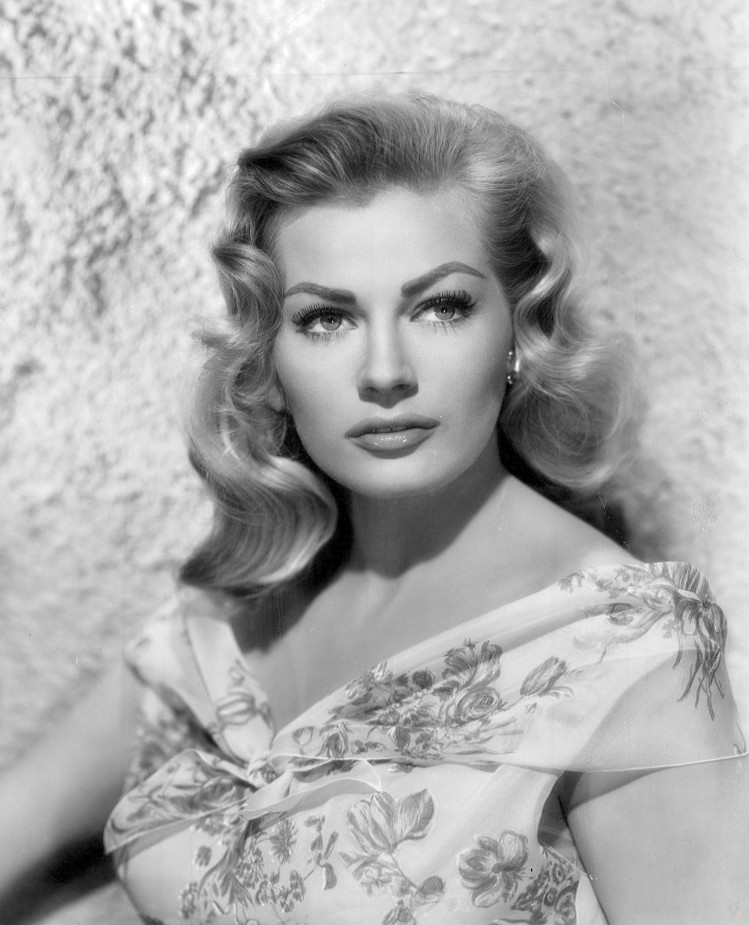
Anita Ekberg, 1956

Kerstin Anita Marianne Ekberg (n. 29 septembrie 1931, Malmö, Malmöhus⁠(d), Suedia – d. 11 ianuarie 2015, Rocca di Papa, Lazio, Italia) a fost o actriță italiană de origine suedeză, model și sex simbol. Este cunoscută pentru rolul Silvia din filmului lui Federico Fellini, La Dolce Vita (1960).

## Filmografie
Pentru titluri s-au folosit următoarele surse trecute la bibliografie;
- 1953 Lama de aur (The Golden Blade), regia Nathan Juran
- 1955 Artiști și modele (Artists and Models), regia Frank Tashlin
- 1956 Hollywood sau ruina (Hollywood or Bust), regia Frank Tashli
- 1956 Război și pace (War and Peace), regia King Vidor
- 1958 Vacanță la Paris (Paris Holiday), regia Gerd Oswald
- 1965 Omorurile alfabetice/Alfabetul care ucide (The Alphabet Murders), regia Frank Tashli
- 1960 La dolce vita, regia Federico Fellini
- 1961 Mongolii (I mongoli), regia André de Toth
- 1962 Boccaccio '70, regia  Mario Monicelli, Federico Fellini, Luchino Visconti și Vittorio De Sica
- 1966 Cum am învățat să iubesc femeile (Come imparai ad amare le donne), regia Luciano Salce
- 1966 Cobra (Il cobra), regia Mario Sequi
- 1966 Nebunia spațiului, regia Gordon Douglas
- 1967 De șapte ori femeie (Woman Times Seven), regia Vittorio De Sica
- 1968 Cronica unui jaf (Crónica de un atraco), regia Jaime Jesús Balcázar
- 1969 Dacă e marți, e Belgia (If It's Tuesday, This Must Be Belgium), regia Mel Stuart
- 1969 Malenka (Malenka), regia Amando de Ossorio
- 1969 Moartea lovește de două ori (La morte bussa due volte), regia Harald Philipp
- 1970 Clovnii (I clowns),regia Federico Fellini
- 1970 La nord-est de Seul (Northeast of Seoul), regia David Lowell Rich
- 1980 S*H*E, regia Robert Michael Lewis
- 1987 Interviu (Intervista), regia Federico Fellini
- 1991 Contele Max (Count Max), regia Christian De Sica
- 1992 Fete rele (Cattive ragazze), regia Marina Ripa Di Meana
- 1996 Bambola, regia Bigas Luna
- 1996 Piticul roșu (Le nain rouge), regia Yvan Le Moine